# Estremadura (příze)
Estremadura je obchodní označení velmi měkké bavlněné příze na ruční pletení. Vyrábí se skaním ze šesti jednotlivých nití například v jemnostech 25 tex x 6 – 50 tex x 6 a dodává se na klubkách o váze 50 g. 
Estremadura je také název bývalé portugalské provincie (ke které patřil také Lisabon) a název jedné ze španělských bitevních plachetnic v 16. století.